# 尿尿小童

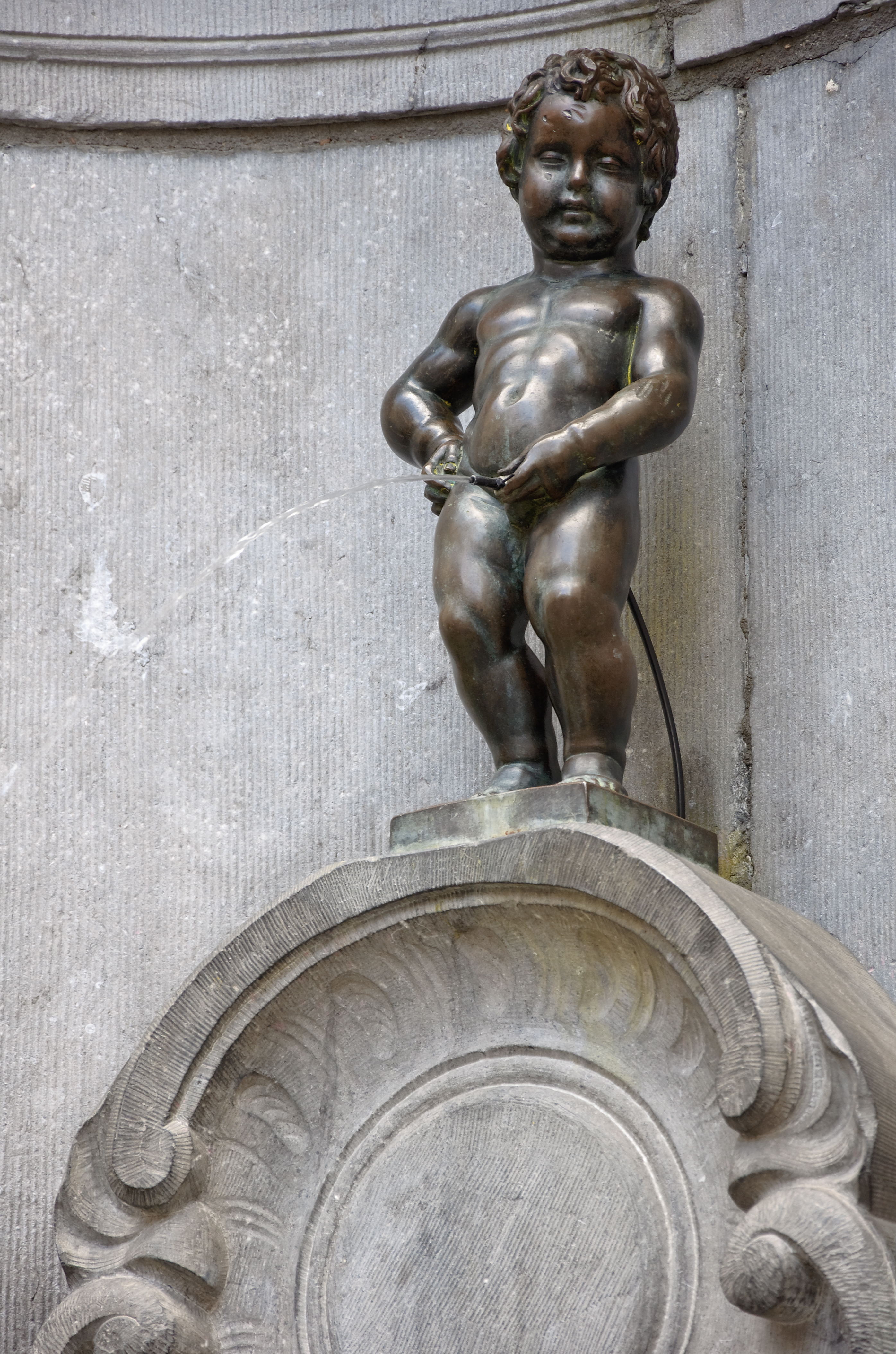
尿尿小童

50°50′42″N 4°21′00″E / 50.84500°N 4.35000°E
尿尿小童（荷蘭語：Manneken Pis），又譯為撒尿小童像、小于連或小于廉，是比利時首都布魯塞爾的市標。這座小男孩銅像是一座落於市中心步行區的雕像及噴水池。這個五歲小孩身材的雕像不大（身高約53公分），卻有著四百年的歷史（设立于 1618 至 1619 年间）。现今的雕像是 1965 年的复制品，原始雕像则被置于布鲁塞尔城市博物馆里。

## 由來典故
關於雕像起源有許多流傳的說法。其中一個是1142年，霍德弗里德三世領軍對抗外敵，就在軍隊落敗之際，公爵將自己的小兒子放在搖籃裡掛在樹下，用來激勵軍隊士氣，最後得以擊敗了敵軍，得以凱旋。另外一個流行的故事是一位叫于连（荷蘭語：Julianske）的男童半夜起來尿尿，看到鄰居的房子伸出一條燃燒中的引信（一說是遇到法軍正要以火藥炸城），小孩找不到水源撲滅，靈機一動用灑尿把引信熄滅解救受困的人，為了感念這個小童而在原地做個石雕像永遠保留，供後人憑弔。
目前的這尊青銅小于连像建於1619年，由比利時雕刻家老热罗姆·迪凯努瓦（荷蘭語：Hiëronymus Duquesnoy de Oudere）所打造的，保存在布魯塞爾城市博物館。目前布魯塞爾大廣場附近原址展示的是1965年的版本。雕像曾被盜竊達七次之多。

## 習俗活動

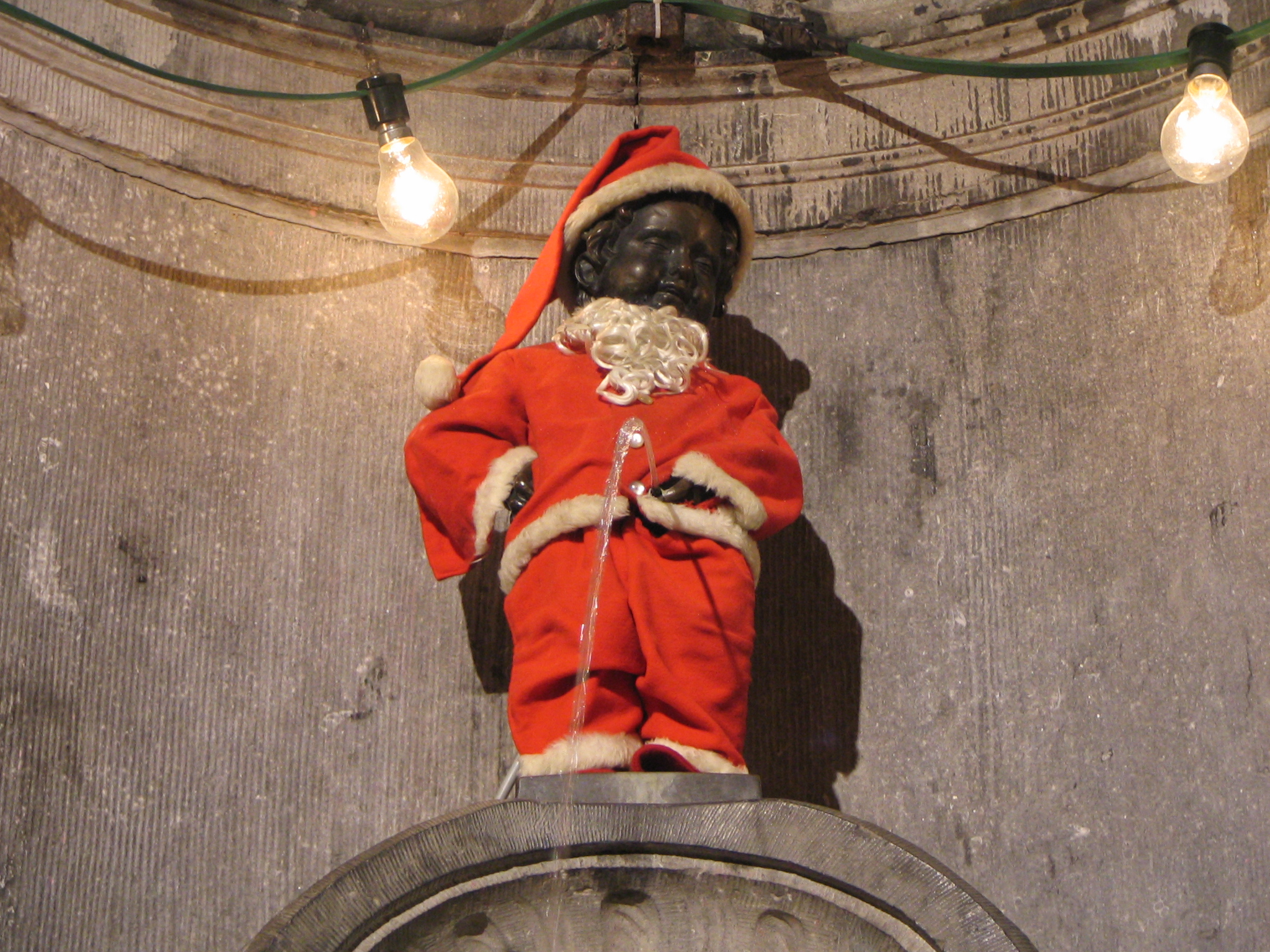
圣誕小于连

1698年，尿尿小童首次穿上衣服。為了慶祝布魯塞爾從法國人的戰火中重生，當時的統治者巴伐利亞选侯马克西米利安二世給他穿上了一件藍色的緞子上衣，並戴上一頂有羽毛的帽子。法王路易十五也曾給小童穿上了侯爵的服裝使他成了貴族，並授予他一枚聖路易勳章(聖路易斯十字勛章)，這樣凡是從他面前走過的士兵都要向他敬禮。
由於小童雕像受到熱烈的歡迎，各國官員大使來比利時訪問，都會特別做一套衣服送給他，所以他有自己的專屬衣櫃，有七百多件世界各國贈送的衣服，不同种类的衣服已经超过了一千件，衣服收藏先前於布魯塞爾城市博物館內展出。2017年2月初，名為「尿尿小童的衣帽間」（Garderobe MannekenPis）的博物館正式啟用，這是一間專門設計用來收藏尿尿小童服裝的博物館，裡面收藏了上百套服裝。

## 地理位置
小童銅像及噴水池座落於布魯塞爾市中心區浴室街（法語：Rue de L'Etuve）及橡樹街（法語：Rue du Chene）轉角處。從市中心著名景點布魯塞爾大廣場沿著恆溫街步行大概5、6分鐘，即可到達。

## 其他地區的小于连雕像

### 台灣
- 嘉義市嘉義公園入口廣場附近嘉義公園尿尿小童，嘉義市民黃炎生有提供的有一張1939年的老照片。[3]該雕像上曾有油漆和補土等修補的痕跡，現已修復為古銅色外觀，五官線條更為清晰。[4]

### 日本
- 兵庫縣伊丹市荒牧薔薇公園，是比利時哈瑟爾特贈予的複製品。
- 德島縣三好市祖谷溪，1968年河崎良行作品。這個尿尿小童依外型來看不算是複製品，容貌比較像日本的少年。立在一塊大岩上，可以在上面鳥瞰約兩百公尺深的山谷。曾經有個旅人試著在這塊大岩上小便，據說小便還沒灑到谷底前就成了霧。至於雕像本身並不會噴水。
- 東京都港區濱松町站的月台。港區的志願者團體每個月都會幫他換套服裝。
- 山形縣山形市北山形站的東出口站前廣場。山形女子專科學校的學生會為他製作和時事、人物有關的服裝。

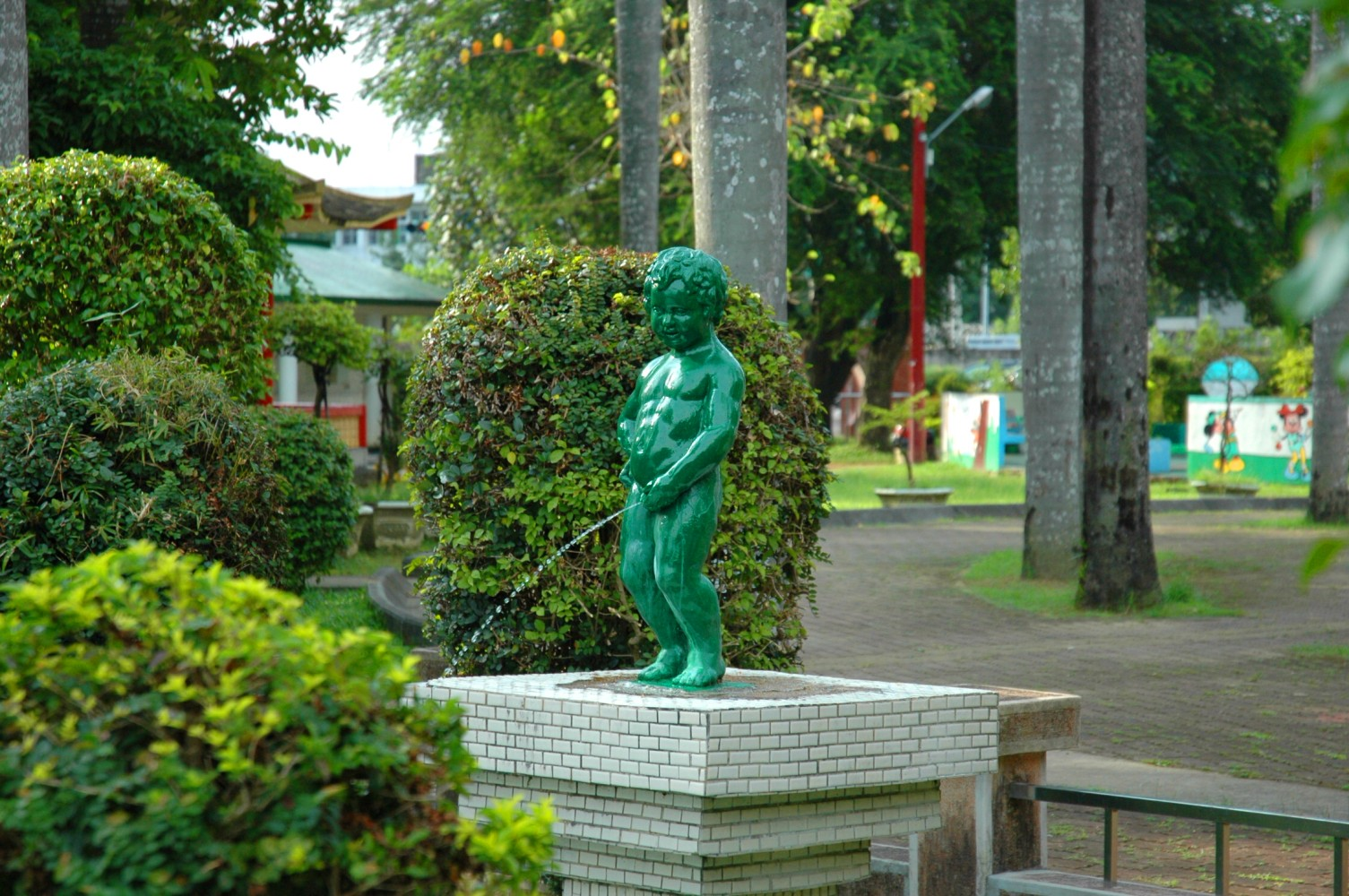
嘉義公園尿尿小童
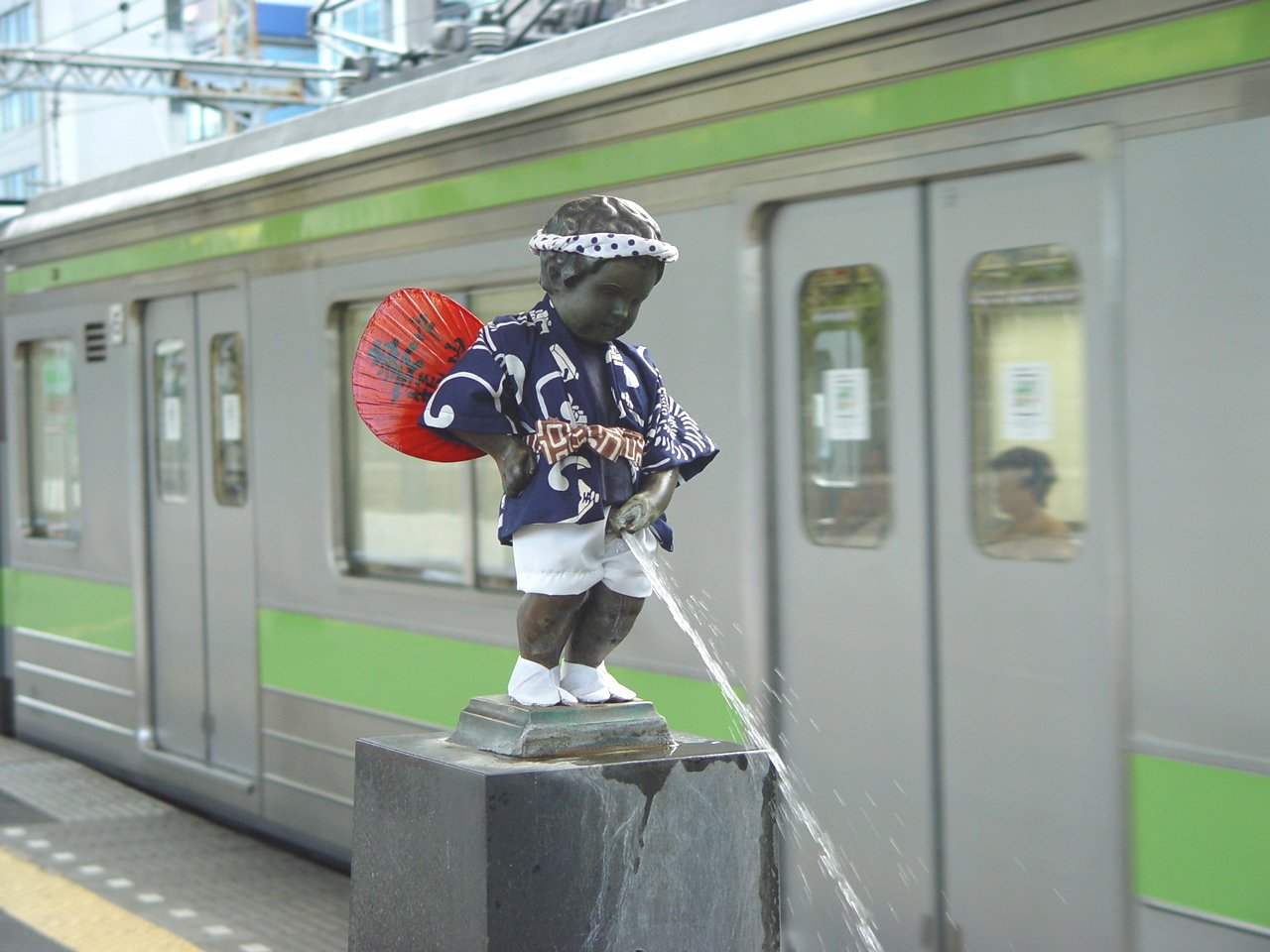
濱松町站尿尿小童
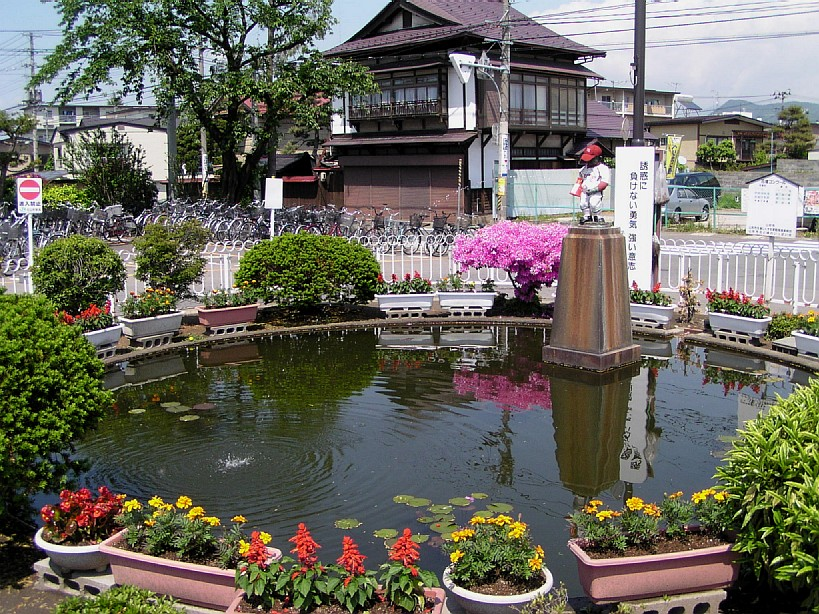
北山形站尿尿小童

## 外部連結
- （英文）景點介紹（布魯塞爾旅遊與展覽局） （页面存档备份，存于）
- 小于连 （页面存档备份，存于）